# Omar Craddock
Pour les articles homonymes, voir Craddock.
Omar Craddock (né le 26 avril 1991 à Killeen) est un athlète américain, spécialiste du triple saut. 

## Biographie
Il se révèle lors de la saison 2010 en se classant troisième des championnats du monde juniors, à Moncton au Canada, derrière le Russe Aleksey Fedorov et le Cubain Ernesto Revé.
Étudiant à l'Université de Floride, il remporte à trois reprises les championnats NCAA : une fois en salle en 2012, et deux fois en plein air en 2012 et 2013.
En juin 2013, Omar Craddock s'adjuge son premier titre national en s'imposant en finale des championnats des États-Unis, à Des Moines, avec un saut à 17,15 m (vent supérieur à la limite autorisée de 2,4 m/s), devançant de 9 cm son compatriote Will Claye.
Au pied du podium lors des championnats du monde de Pékin en 2015, Craddock termine 5e aux championnats du monde en salle de Portland le 19 mars 2016, avec un saut à 16,87 m.
Il remporte les Jeux panaméricains de 2019 à Lima avec un saut à 17,42 m, devant Jordan Díaz (17,38 m) et Andy Díaz (16,83 m). La même année, il bat son record personnel avec un saut à 17,68 m à Long Beach, ce qui lui permet de se classer troisième des bilans mondiaux de l'année. 
Le 20 novembre 2020, il est suspendu provisoirement par l'Unité d'intégrité de l'athlétisme pour avoir manqué trois contrôles antidopage en moins d'un an. Il risque une suspension de deux ans.

## Palmarès

### International
| Date | Compétition                        | Lieu                               | Résultat | Marque  |
| ---- | ---------------------------------- | ---------------------------------- | -------- | ------- |
| 2010 | Championnats du monde juniors      | Moncton                            | 3e       | 16,23 m |
| 2015 | Championnats du monde              | Pékin                              | 4e       | 17,37 m |
| 2016 | Circuit mondial en salle de l'IAAF | Circuit mondial en salle de l'IAAF | 1er      | détails |
| 2016 | Championnats du monde en salle     | Portland                           | 5e       | 16,87 m |
| 2019 | Jeux panaméricains                 | Lima                               | 1er      | 17,42 m |
| 2019 | Ligue de diamant                   | Ligue de diamant                   | 3e       | 17,17 m |

### National
- Championnats des États-Unis d'athlétisme :
  - Triple saut : vainqueur en 2013 et 2015
- championnats NCAA :
  - Triple saut : vainqueur en salle en 2012 ; en plein air en 2012 et 2013

## Records
| Épreuve     | Épreuve   | Performance    | Lieu       | Date          |
| ----------- | --------- | -------------- | ---------- | ------------- |
| Triple saut | Plein air | 17,69 m ( m/s) | Long Beach | 21 avril 2019 |
| Triple saut | Salle     | 16,96 m        | Portland   | 12 mars 2016  |